# 各年の国の一覧
各年の国の一覧（かくねんのくにのいちらん）は、世界各国の各年の一覧。各国の各年は、五大州および国際連合による分類にもとづいて分類し、50音順に記載する。

## アメリカ

### 北アメリカ
- 各年のアメリカ合衆国の一覧
- 各年のカナダの一覧
- 各年のメキシコの一覧

#### カリブ地方
| - 各年のアンティグア・バーブーダの一覧 - 各年のキューバの一覧 - 各年のグレナダの一覧 - 各年のジャマイカの一覧 - 各年のセントクリストファー・ネイビスの一覧 | - 各年のセントビンセント・グレナディーンの一覧 - 各年のセントルシアの一覧 - 各年のドミニカ共和国の一覧 - 各年のドミニカ国の一覧 - 各年のトリニダード・トバゴの一覧 | - 各年のハイチの一覧 - 各年のバハマの一覧 - 各年のバルバドスの一覧 - 各年のプエルトリコの一覧 |

#### 中央アメリカ
| - 各年のエルサルバドルの一覧 - 各年のグアテマラの一覧 - 各年のコスタリカの一覧 | - 各年のパナマの一覧 - 各年のベリーズの一覧 | - 各年のホンジュラスの一覧 - 各年のニカラグアの一覧 |

### 南アメリカ
| - 各年のアルゼンチンの一覧 - 各年のウルグアイの一覧 - 各年のエクアドルの一覧 - 各年のガイアナの一覧 | - 各年のコロンビアの一覧 - 各年のスリナムの一覧 - 各年のチリの一覧 - 各年のパラグアイの一覧 | - 各年のブラジルの一覧 - 各年のベネズエラの一覧 - 各年のペルーの一覧 - 各年のボリビアの一覧 |

## ヨーロッパ

### 西ヨーロッパ
| - 各年のアイルランドの一覧 - 各年のアンドラの一覧 - 各年のイギリスの一覧 | - 各年のオランダの一覧 - 各年のフランスの一覧 | - 各年のベルギーの一覧 - 各年のルクセンブルクの一覧 |

### 東ヨーロッパ
| - 各年のアゼルバイジャンの一覧 - 各年のアルバニアの一覧 - 各年のアルメニアの一覧 - 各年のウクライナの一覧 - 各年のクロアチアの一覧 | - 各年のジョージアの一覧 - 各年のセルビアの一覧 - 各年のブルガリアの一覧 - 各年のベラルーシの一覧 - 各年のボスニア・ヘルツェゴビナの一覧 | - 各年の北マケドニアの一覧 - 各年のモルドバの一覧 - 各年のモンテネグロの一覧 - 各年のルーマニアの一覧 - 各年のロシアの一覧 |

### 中央ヨーロッパ
| - 各年のオーストリアの一覧 - 各年のスイスの一覧 - 各年のスロバキアの一覧 | - 各年のスロベニアの一覧 - 各年のチェコの一覧 - 各年のドイツの一覧 | - 各年のハンガリーの一覧 - 各年のポーランドの一覧 - 各年のリヒテンシュタインの一覧 |

### 南ヨーロッパ
| - 各年のイタリアの一覧 - 各年のキプロスの一覧 - 各年のギリシャの一覧 | - 各年のサンマリノの一覧 - 各年のバチカン市国の一覧 - 各年のスペインの一覧 - 各年のポルトガルの一覧 | - 各年のマルタの一覧 - 各年のモナコの一覧 |

### 北ヨーロッパ
| - 各年のアイスランドの一覧 - 各年のエストニアの一覧 - 各年のスウェーデンの一覧 | - 各年のデンマークの一覧 - 各年のノルウェーの一覧 - 各年のフィンランドの一覧 | - 各年のラトビアの一覧 - 各年のリトアニアの一覧 |

## アフリカ

### 北アフリカ
| - 各年のアルジェリアの一覧 - 各年のエジプトの一覧 | - 各年のスーダンの一覧 - 各年の南スーダンの一覧 - 各年のチュニジアの一覧 | - 各年のモロッコの一覧 - 各年のリビアの一覧 |

### 西アフリカ
| - 各年のガーナの一覧 - 各年のカーボベルデの一覧 - 各年のガンビアの一覧 - 各年のギニアの一覧 - 各年のギニアビサウの一覧 - 各年のコートジボワールの一覧 | - 各年のシエラレオネの一覧 - 各年のセネガルの一覧 - 各年のトーゴの一覧 - 各年のナイジェリアの一覧 - 各年のニジェールの一覧 | - 各年のブルキナファソの一覧 - 各年のベナンの一覧 - 各年のマリ共和国の一覧 - 各年のモーリタニアの一覧 - 各年のリベリアの一覧 |

### 東アフリカ
| - 各年のウガンダの一覧 - 各年のエチオピアの一覧 - 各年のエリトリアの一覧 - 各年のケニアの一覧 | - 各年のコモロの一覧 - 各年のジブチの一覧 - 各年のセーシェルの一覧 - 各年のソマリアの一覧 | - 各年のマダガスカルの一覧 - 各年の南スーダンの一覧 - 各年のモーリシャスの一覧 |

### 中部アフリカ
| - 各年のガボンの一覧 - 各年のカメルーンの一覧 - 各年のコンゴ共和国の一覧 - 各年のコンゴ民主共和国の一覧 | - 各年のサントメ・プリンシペの一覧 - 各年の赤道ギニアの一覧 - 各年のチャドの一覧 | - 各年の中央アフリカ共和国の一覧 - 各年のブルンジの一覧 - 各年のルワンダの一覧 |

### 南部アフリカ
| - 各年のアンゴラの一覧 - 各年のザンビアの一覧 - 各年のジンバブエの一覧 - 各年のエスワティニの一覧 | - 各年のタンザニアの一覧 - 各年のナミビアの一覧 - 各年のボツワナの一覧 - 各年のマラウイの一覧 | - 各年の南アフリカ共和国の一覧 - 各年のモザンビークの一覧 - 各年のレソトの一覧 |

## アジア

### 東アジア
| - 各年の中国の一覧 - 各年の中華人民共和国の一覧 - 各年の香港の一覧 - 各年のマカオの一覧 | - 各年の朝鮮の一覧 - 各年の大韓民国の一覧 - 各年の朝鮮民主主義人民共和国の一覧 | - 各年の台湾の一覧 - 各年の中華民国の一覧 - 各年の日本の一覧 - 各年のモンゴル国の一覧 |

### 東南アジア
| - 各年のインドネシアの一覧 - 各年のカンボジアの一覧 - 各年のシンガポールの一覧 - 各年のタイの一覧 | - 各年の東ティモールの一覧 - 各年のフィリピンの一覧 - 各年のブルネイの一覧 - 各年のベトナムの一覧 | - 各年のマレーシアの一覧 - 各年のミャンマーの一覧 - 各年のラオスの一覧 |

### 南アジア
| - 各年のインドの一覧 - 各年のスリランカの一覧 - 各年のネパールの一覧 | - 各年のパキスタンの一覧 - 各年のバングラデシュの一覧 | - 各年のブータンの一覧 - 各年のモルディブの一覧 |

### 中央アジア
- 各年のウズベキスタンの一覧
- 各年のカザフスタンの一覧
- 各年のタジキスタンの一覧
- 各年のトルクメニスタンの一覧
- 各年のキルギスの一覧

### 西アジア
| - 各年のアフガニスタンの一覧 - 各年のアラブ首長国連邦の一覧 - 各年のイエメンの一覧 - 各年のイスラエルの一覧 - 各年のイラクの一覧 - 各年のイランの一覧 | - 各年のオマーンの一覧 - 各年のカタールの一覧 - 各年のクウェートの一覧 - 各年のサウジアラビアの一覧 - 各年のシリアの一覧 | - 各年のトルコの一覧 - 各年のバーレーンの一覧 - 各年のパレスチナの一覧 - 各年のレバノンの一覧 - 各年のヨルダンの一覧 |

## オセアニア
| - 各年のオーストラリアの一覧 - 各年のキリバスの一覧 - 各年のクック諸島の一覧 - 各年のサモアの一覧 - 各年のソロモン諸島の一覧 - 各年のツバルの一覧 | - 各年のトンガの一覧 - 各年のナウルの一覧 - 各年のニウエの一覧 - 各年のニュージーランドの一覧 - 各年のパプアニューギニアの一覧 | - 各年のバヌアツの一覧 - 各年のパラオの一覧 - 各年のフィジーの一覧 - 各年のマーシャル諸島の一覧 - 各年のミクロネシア連邦の一覧 |

## 現存しない国
- 各年のソビエト連邦の一覧（英語版）
- 各年のチェコスロバキアの一覧（英語版）